# Smilovice (Žimutice)
Smilovice jsou vesnice, část obce Žimutice v okrese České Budějovice v Jihočeském kraji. Nachází se asi 3,5 kilometru severozápadně od Žimutic. Je zde evidováno 51 adres. V roce 2011 zde trvale žilo 99 obyvatel.
Smilovice leží v katastrálním území Smilovice u Týna nad Vltavou o rozloze 4,21 km².

## Historie
První písemná zmínka o vesnici pochází z roku 1366.

## Obyvatelstvo
| Rok            | 1869 | 1880 | 1890 | 1900 | 1910 | 1921 | 1930 | 1950 | 1961 | 1970 | 1980 | 1991 | 2001 | 2011 | 2021 |
| -------------- | ---- | ---- | ---- | ---- | ---- | ---- | ---- | ---- | ---- | ---- | ---- | ---- | ---- | ---- | ---- |
| Počet obyvatel | 358  | 301  | 238  | 243  | 256  | 234  | 258  | 173  | 174  | 150  | 141  | 117  | 100  | 99   | 105  |
| Počet domů     | 50   | 44   | 44   | 46   | 48   | 48   | 50   | 50   | 44   | 44   | 40   | 48   | 49   | 50   | 52   |

## Obecní správa
Při sčítání lidu v letech 1850–1905 Smilovice byly osadou obce Dobšice v okrese Týn nad Vltavou. V letech 1905–1943 byly samostatnou obcí v okrese Týn nad Vltavou. V letech 1943–1945 byly znovu osadou obce Dobšice, ale v letech 1945–1964 byly uváděny znovu jako obec, se kterým patřily nejprve do okresu Týn nad Vltavou, ale od roku 1960 v okrese České Budějovice. Od 14. června 1964 do 31. prosince 1975 byly znovu částí obce Dobšice v okrese České Budějovice. Od 1. ledna 1976 jsou částí obce Žimutice v okrese České Budějovice. Poté se Dobšice opět osamostatnily, ale Smilovice již zůstaly součástí Žimutic.

## Pamětihodnosti
- Kaple na návsi
- Silniční most

## Galerie

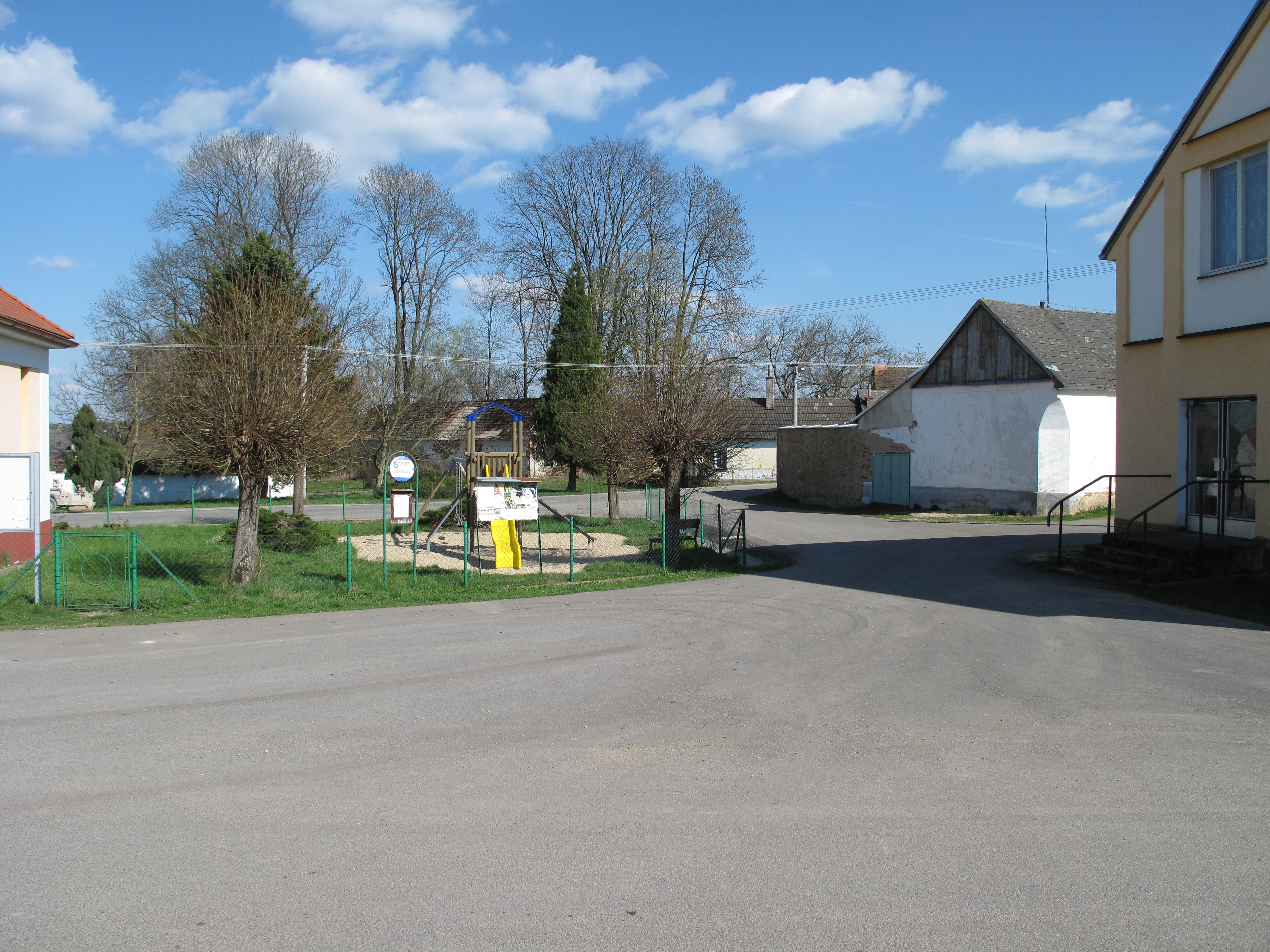
Dětské hřiště
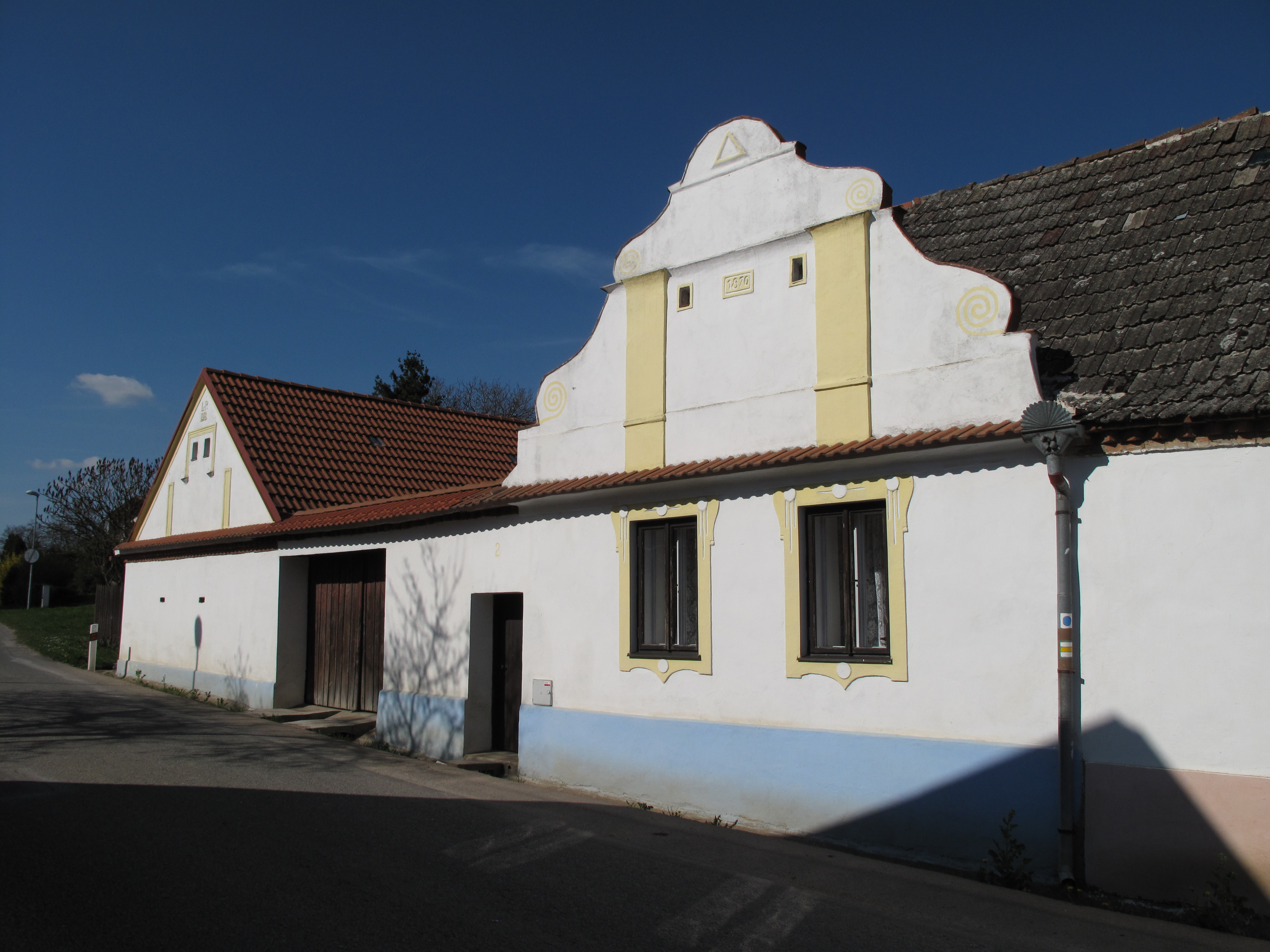
Statek
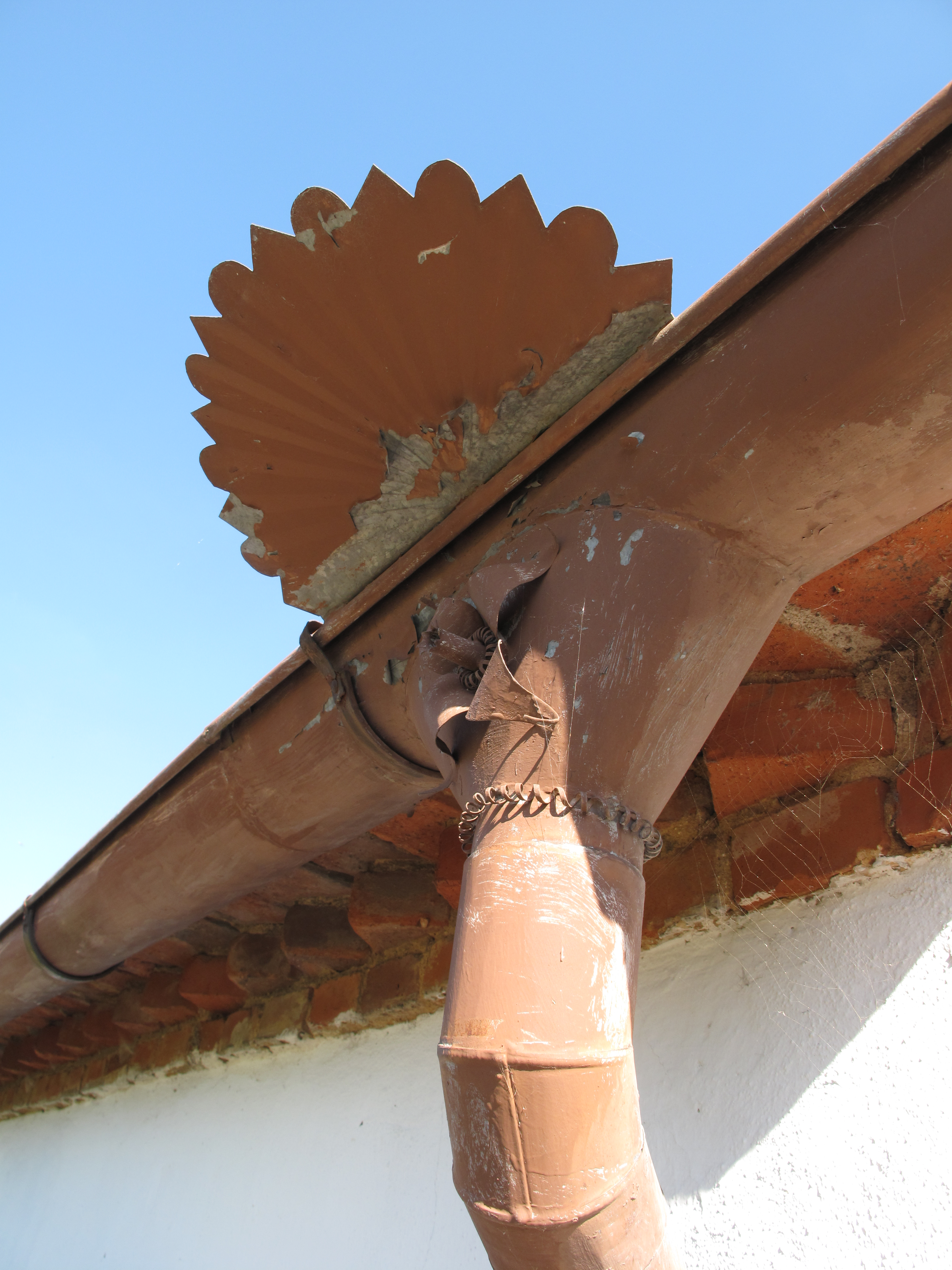
Dekorace okapu